# Арка южного входа ВДНХ
Арка Южного входа ВДНХ — вход на Выставку достижений народного хозяйства, расположенный со стороны улиц Первой и Второй Останкинских, в створе 5-го Останкинского переулка. Арка построена в 1951—1953 годах.

## История и архитектура
Южный вход был построен в 1951—1953 годах в ходе послевоенной реконструкции выставки. Он выполняет функцию второстепенного входа на выставку и построен напротив Северного входа (изначально главного) с целью внести симметрию в планировку ВДНХ. Авторами проекта стали архитекторы В. Л. Воскресенский, Г. Г. Лебедев, Дмитрий Олтаржевский, А. Овчинников при консультации Ивана Жолтовского. Высота арки — 14 метров. Она решена в стиле сталинского ампира и являет собой сочетание портика и классической триумфальной арки. С «внешней» (относительно территории выставки) стороны арка выглядит как портик из шести колонн дорического ордера, поддерживающих антаблемент, который завершает аттик, украшенный лепными гирляндами с изображением ветвей с овощами и фруктами, которые по краям дополняют вазы. Аттик увенчан скульптурным изображением снопа, над которым — герб СССР. Фриз антаблемента украшен медальонами с изображением наград ВДНХ, а также надписью «1953», обозначающей год постройки арки — на год раньше открытия выставки. Со стороны выставки вход выглядит как однопролётная арка с полуциркульным завершением. Существует мнение, что одним из мотивов архитектурного решения арки стали городские ворота Равенны «Porta Nuova», построенные в 1580 году.
В 2017 году было принято решение о проведении реставрации арки Южного входа.